# Brem
 (avril 2021).
Si vous disposez d'ouvrages ou d'articles de référence ou si vous connaissez des sites web de qualité traitant du thème abordé ici, merci de compléter l'article en donnant les références utiles à sa vérifiabilité et en les liant à la section « Notes et références ».
Pour les articles homonymes, voir BREM.

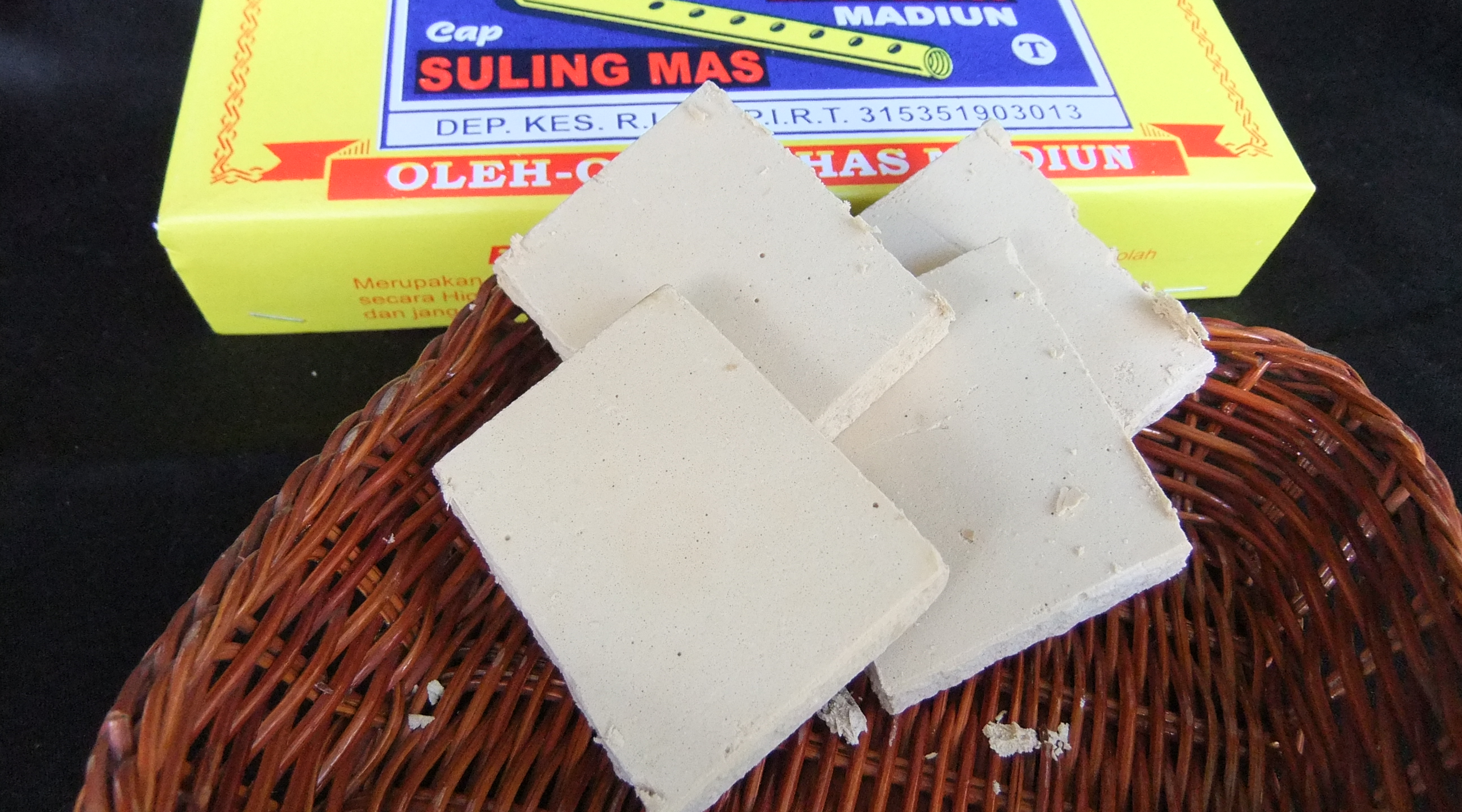
Brem Madiun solide.

Le brem est produit fermenté traditionnel de la gastronomie indonésienne trouvé sous deux formes depuis environ mille ans : solide (entre un tofu et un gâteau) à Java (Madiun et Wonogiri), et liquide (un alcool de riz à Bali, Lombok et Nusa Tenggara).
Outre pour la consommation habituelle, le brem sert également dans des cérémonies hindoues (appelé alors tetabuhan, et offert à Buto Kala, afin de chasser les démons et préserver l'harmonie).
Le brem peut être blanc ou rouge selon les proportions de riz glutineux blanc ou noir employées. Son goût est doux, mais avec une touche acide et son taux d'alcool varie entre 5 % et 14 %.
Comme d'autres bières traditionnelles, on le produit à partir d'un moût de riz gluant malté à la vapeur (ketan) auquel on ajoute une fois refroidi, un ferment (ragi tape) qui provoque l'amylase. Après trois jours, une culture de levure est ajoutée afin de transformer les sucres issus de l'opération précédente en alcool par une fermentation durant deux semaines.
Il est produit à la maison mais aussi commercialisé à petite échelle ; on le consomme soit pur, soit mélangé avec de l'arak.